# Obersinn
Obersinn este o comună-târg din districtul Main-Spessart, regiunea administrativă Franconia Inferioară, landul Bavaria, Germania.